# Anell intel·ligent

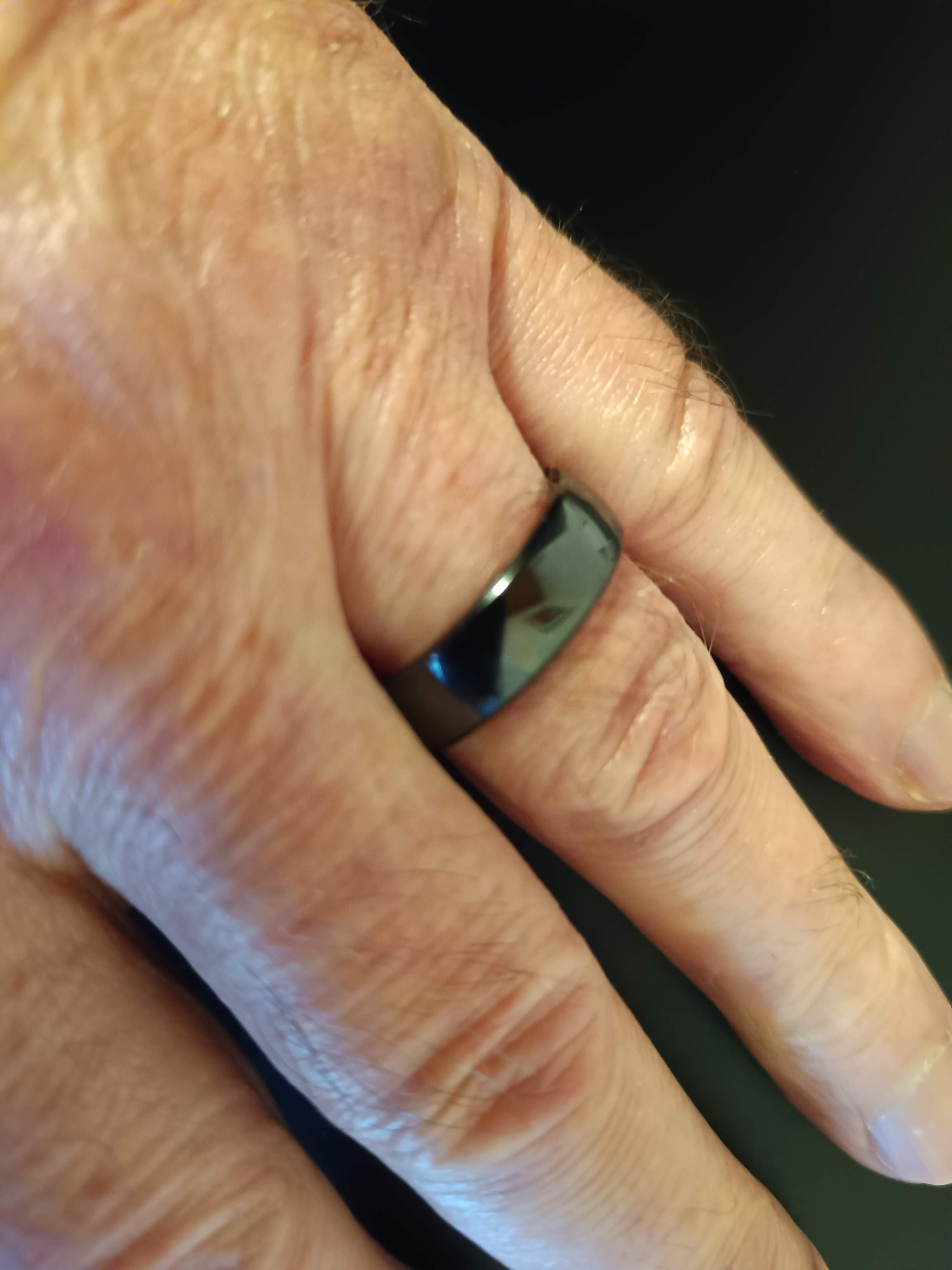
La imatge mostra un anell de pagament de ceràmica de la marca Pagopace, tipus "Black Urban Pago" amb xip NFC

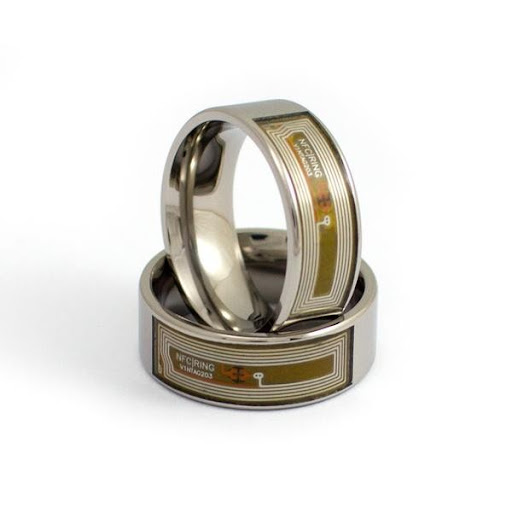
Aquesta fotografia la va fer el nostre fotògraf del nostre primer anell intel·ligent desenvolupat per al consumidor, fet de titani amb dues incrustacions d'etiquetes NFC.

Un anell intel·ligent és un dispositiu electrònic compacte que es pot portar per sobre de tot i que combina tecnologia mòbil amb funcions per a un ús còmode en qualsevol lloc. Aquests dispositius, normalment dissenyats per adaptar-se al dit com un anell de joieria tradicional, poden oferir funcionalitats com ara pagaments mòbils, control d'accés, control de gestos i seguiment d'activitat. La seva característica més comuna és la comunicació de camp proper (NFC), que proporciona una capacitat similar a la que està integrada en moltes targetes intel·ligents com ara les targetes de crèdit i les targetes de seguretat dels empleats. Així, es poden utilitzar per a la identificació i els pagaments.
Els anells intel·ligents es poden connectar a telèfons intel·ligents o altres dispositius, i alguns poden funcionar de manera independent, comunicant-se amb sistemes basats en el núvol o realitzant tasques autònomes. Tot i que no tenen pantalles tradicionals, responen a senyals contextuals, com ara la proximitat a terminals de pagament o gestos específics.

## Ús
Una característica destacada dels anells intel·ligents és la seva capacitat de funcionar com a dispositius de comunicació de camp proper, proporcionant una alternativa a portar articles tradicionals com ara targetes de crèdit, claus de porta, claus de cotxe i possiblement fins i tot targetes d'identificació o permisos de conduir. A més, aquests anells es poden connectar a telèfons intel·ligents, servint com a dispositius de notificació per a trucades entrants, missatges de text, correus electrònics i altres alertes. També poden actuar com a controladors basats en gestos, permetent als usuaris realitzar diverses accions amb simples moviments de les mans. A més, els anells intel·ligents ofereixen la capacitat de fer un seguiment de les mètriques relacionades amb la salut, com ara els passos fets, la distància recorreguda, els patrons de son, la freqüència cardíaca i el consum de calories.

### Seguretat
El control d'accés segur, com ara l'entrada i sortida d'empreses, l'accés a la llar, els cotxes i els dispositius electrònics, va ser el primer ús dels anells intel·ligents. Els anells intel·ligents canvien l'statu quo del control d'accés segur augmentant la facilitat d'ús, disminuint els defectes de seguretat física, com ara la facilitat de perdre el dispositiu, i afegint mecanismes d'autenticació de dos factors, com ara la biometria i l'entrada de codi clau.

### Pagaments i bitllets
Els anells intel·ligents poden realitzar pagaments i bitllets de metro de manera similar a les targetes sense contacte, les targetes intel·ligents i els telèfons mòbils. La seguretat de la transacció és igual o superior a la de les targetes sense contacte. El primer anell intel·ligent que es va crear amb pagaments sense contacte va ser l'Anell de Pagament NFC, que es va produir en massa i es va presentar als Jocs Olímpics d'estiu de Rio de Janeiro a l'agost de 2016.

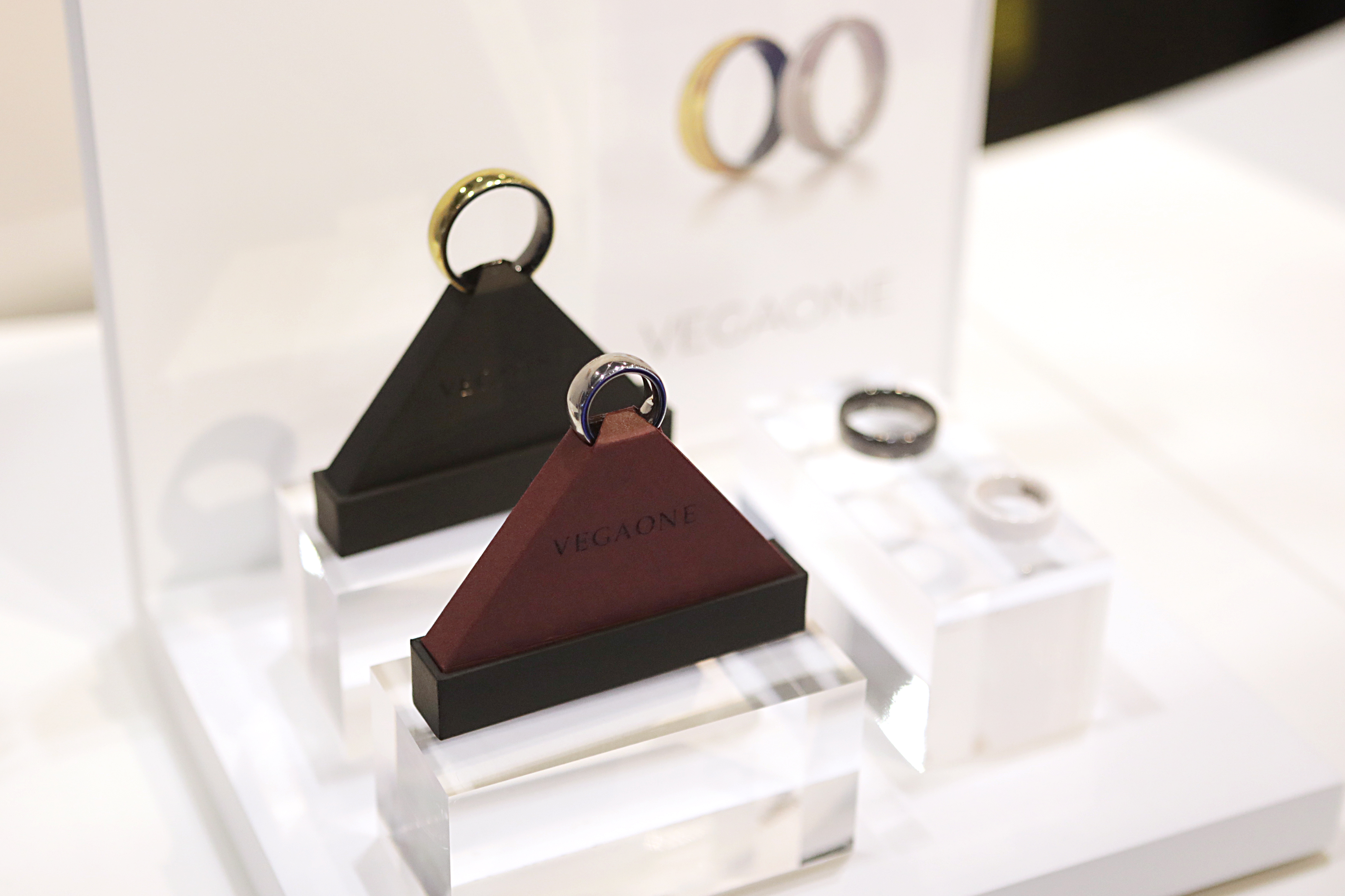
El primer anell intel·ligent del món que utilitza pagaments sense contacte, fabricat per McLear

### Activitat
De manera similar als rellotges intel·ligents, els anells intel·ligents utilitzen sensors integrats per proporcionar un seguiment de l'activitat i el benestar. Per exemple, el seguiment de passos i batecs del cor, el seguiment de la temperatura i del son (mitjançant la mesura dels batecs i moviments del cor) i el flux sanguini. El format de l'anell intel·ligent conté prou espai per contenir els mateixos components que els rellotges intel·ligents. Tanmateix, a causa de les restriccions de mida, en els productes d'anells intel·ligents actuals del mercat se solen utilitzar components més petits, com ara acceleròmetres més petits i menys precisos, i bateries més petites, cosa que comporta una durada de la bateria més curta que la dels rellotges intel·ligents.

### Comunicacions
Mitjançant l'ús d'un petit micròfon, o conducció òssia, alguns anells intel·ligents poden permetre a qui els porta fer trucades telefòniques mentre estan emparellats amb un telèfon mòbil compatible. Els anells intel·ligents també poden notificar a qui els porta les trucades i els missatges entrants, mitjançant vibració o il·luminació.
A més, alguns anells intel·ligents permeten a qui els porta veure i sentir els batecs del cor en temps real del segon portador de l'anell intel·ligent, on els batecs del cor es mostren a l'anell de manera similar mitjançant il·luminació i vibracions. Aquests anells intel·ligents requereixen connexió a un telèfon intel·ligent amb dades actives o connexió Wi-Fi per permetre la transferència de dades entre dos anells intel·ligents. La idea darrere d'aquesta funció és avançar en una premissa coneguda com a vena amoris i servir com a alternativa digital als clàssics anells de casament o de compromís.

### Social
Els anells intel·ligents proporcionen retroalimentació social als usuaris i es poden utilitzar per interactuar amb l'entorn de l'usuari d'una manera que altres dispositius portables i mòbils no permeten. Alguns anells intel·ligents proporcionen notificacions (per exemple, llums o vibracions) per avisar l'usuari quan rep un missatge de text, una trucada telefònica o una altra notificació. Això permet a l'usuari estar al corrent de les notificacions sense haver de consultar constantment el seu telèfon intel·ligent.